# Польское агентство печати
Польское агентство печати (ПАП, польск. Polska Agencja Prasowa — PAP) — государственное информационное агентство Республики Польша.

## История
Является крупнейшим информационным агентством в Польше и основным источником информации о событиях в стране и за рубежом для всех средств массовой информации и государственных организаций. Основой деятельности агентства является поиск, обработка и публикация объективной информации, всесторонне освещающей события в стране и мире.
Польское агентство печати было создано 10 марта 1944 г. решением Союза польских патриотов. До июля 1944 г. центральное бюро находилось в Москве, позднее было перенесено в Лодзь, а в следующем году — в Варшаву.
Было создано взамен действовавшего с 1918 г. правительственного Польского Телеграфного Агентства, которое было эвакуировано в 1939 г. вместе с правительством Польши в Великобританию.
Главной целью деятельности ПАП было информирование как польского сообщества, так и заграницы о развитии событий на фронте, о жизни в стране и мире. С самого начала существования агентство располагало сетью региональных и заграничных (в Москве, Нью-Йорке) корреспондентских бюро. Контроль над Польским агентством печати осуществлял Министр информации и пропаганды.
Первоначально название содержало имя собственное «Polpress», однако оно не продержалось долго в названии Польского агентства печати. По словам Мариана Подковинского — польского корреспондента, присутствовавшего на нюрнбергском процессе над группой бывших руководителей нацистской Германии, — для удобства журналисты пользовались аббревиатурой PAP, не добавляя имя собственное «Polpress» в подписях к своим сообщениям. В результате было принято решение о ликвидации слова «Polpress» в названии агентства.